# Carebara nayana
Carebara nayana  (лат.) — вид очень мелких муравьёв рода Carebara из подсемейства Myrmicinae (Formicidae).  Эндемик Индии.

## Описание
Мелкие муравьи желтовато-коричневого цвета. Усики солдат 11-члениковые. Стебелёк между грудкой и брюшком состоит из двух члеников: петиолюса и постпетиолюса (последний четко отделен от брюшка), жало развито. Самки, самцы и мелкие рабочие не найдены.

## Систематика
Вид был описан в 1997 году по материалам из Индии под первоначальным названием Neoblepharidatta nayana Sheela & Narendran, 1997. В 2004 году включён в состав рода Carebara (Fernández, 2004). Валидный статус был подтверждён в 2014 году в ходе ревизии местной фауны индийскими энтомологами Химендером Бхарти (Himender Bharti; Department of Zoology and Environmental Sciences, Punjabi University, Патиала, Пенджаб, Индия) и Ш. А. Акбаром. Относят к трибе Solenopsidini или Crematogastrini.